# Thelmo Vargas Madrigal
Thelmo Vargas Madrigal (Santa Ana, 25 de agosto de 1943) es un economista y político costarricense. Es más conocido por su participación política en la década de los años 1990 y por su función en la dirigencia de instituciones públicas.
También destaca como columnista del diario La Nación, donde escribe sobre temas de políticas públicas y de otra naturaleza

## Biografía
Thelmo Vargas Madrigal fue ministro de Hacienda en la administración de Rafael Calderón Fournier del Partido Unidad Social Cristiana, en el período 1990-1991 pero renunció por las manifestaciones estudiantiles universitarias en su contra, por su intento de recortar el presupuesto constitucional de las Universidades Públicas. Al final eso generó desavenencias incluso con el presidente Calderón Fournier (PUSC), pues se le asoció directamente con las políticas económicas neoliberales. Fue también miembro de la Junta Directiva del Banco Central y CEO del Banco Internacional de Costa Rica. Es investigador de la Academia de Centroamérica, Catedrático de la Universidad de Costa Rica y exprofesor del Instituto Centroamericano de Administración de Empresas (INCAE). Vargas cursó estudios en economía en la Universidad de Costa Rica donde se graduó con Licenciatura Suma cum Lauda, con posgrado –MBA– en la Universidad de California, Berkeley y en la Universidad de Ginebra. También ha participado en programas en JFK School of Gvt de la Universidad de Harvard y es graduado en Seguros de The College of Insurance, Surbiton, Surrey.
Perteneció al grupo de pensamiento neoliberal dentro del PUSC, Vargas presidió por muchos años la Asociación Nacional de Fomento Económico, la cual se separó del PUSC para ingresar junto con sus miembros al Movimiento Libertario, partido liderado por Otto Guevara Guth. Vargas fue elegido candidato a vicepresidente de Guevara para las elecciones de 2014.